# Шмиклавж (Словењ Градец)
Шмиклавж (словен. Šmiklavž) је насељено место у општини Словењ Градец, Корушка регија, Словенија.

## Историја
До територијалне реорганизације у Словенији био је у саставу старе општине Словењ Градец.

## Становништво
У попису становништва из 2011. године, Шмиклавж је имао 143 становника.
| Број становника према пописима | Број становника према пописима | Број становника према пописима |
| ------------------------------ | ------------------------------ | ------------------------------ |
| 1991                           | 2002                           | 2011                           |
| 126                            | 150                            | 143                            |